# VM i bandy 2009
Verdensmesterskabet i bandy 2009 var det 29. VM i bandy gennem tiden, og mesterskabet blev arrangeret af Federation of International Bandy. Turneringen blev afviklet i Sverige, i og omkring byen Västerås, i perioden 18. – 25. januar 2009. VM var opdelt i en A-turnering med seks hold og en B-turnering med syv hold.
Mesterskabet blev vundet af Sverige for 9. gang efter finalesejr over de forsvarende verdensmestre fra Rusland på 6-1. Det var Sveriges første VM-titel siden 2005, og ved de mellemliggende tre mesterskaber havde Sverige hver gang tabt til Rusland i finalen. Bronzemedaljerne gik for fjerde år i træk til Finland, som besejrede Kasakhstan med 7-5 i bronzekampen.

## A-VM
A-VM havde deltagelse af seks hold, som først spillede en indledende runde alle-mod-alle. Kampene afvikledes over 2 × 45 minutter med efterfølgende straffeslag, hvis kampen endte uafgjort. Sejre gav 2 point, uafgjorte 1 point, mens nederlag gav 0 point. Resultatet af straffeslagskonkurrencer anvendtes kun til at afgøre indbyrdes rangering ved pointlighed mellem to hold.
De fire bedste hold kvalificerede sig til semifinalerne, hvor nr. 1 mødte nr. 4 og nr. 2 spillede mod nr. 3. Taberne af semifinalerne mødtes i bronzekampen, mens vinderne spillede finale om verdensmesterskabet.
Holdet, der sluttede på sidstepladsen i den indledende runde, spillede kvalifikationskamp til næste års VM mod vinderen af B-VM.

### Indledende runde
| Plac. | Hold         | Kampe | Mål± | Point |
| ----- | ------------ | ----- | ---- | ----- |
| 1.    | Sverige      | 5     | +30  | 9     |
| 2.    | Rusland      | 5     | +53  | 9     |
| 3.    | Finland      | 5     | 0+4  | 6     |
| 4.    | Kasakhstan   | 5     | −12  | 4     |
| 5.    | Norge        | 5     | −39  | 2     |
| 6.    | Hviderusland | 5     | −36  | 0     |

### Finalekampe
Semifinaler og finaler blev afviklet indendørs i ABB Arena i Västerås.
| Dato        | Kamp                 | Resultat |
| ----------- | -------------------- | -------- |
| Semifinaler |                      |          |
| 24.1.       | Sverige - Kasakhstan | 8-3      |
| 24.1.       | Rusland - Finland    | 10-40    |
| Bronzekamp  |                      |          |
| 25.1.       | Kasakhstan – Finland | 5-7      |
| Finale      |                      |          |
| 25.1.       | Sverige – Rusland    | 6-1      |

## B-VM
B-VM havde deltagelse af syv hold, som først spillede en indledende runde alle-mod-alle. Kampene afvikledes over 2 × 30 minutter med efterfølgende straffeslag, hvis kampen endte uafgjort. Sejre gav 2 point, uafgjorte 1 point, mens nederlag gav 0 point. Resultatet af straffeslagskonkurrencer anvendtes kun til at afgøre indbyrdes rangering ved pointlighed mellem to hold.
Vinderen af B-VM's gruppespil kvalificerede sig til en oprykningskamp til A-gruppen mod nr. 6 fra A-VM. De resterende seks hold spillede placeringskampe om deres endelige placering ved B-VM.

### Indledende runde
| Plac. | Hold      | Kampe | Mål± | Point |
| ----- | --------- | ----- | ---- | ----- |
| 1.    | USA       | 6     | +69  | 12    |
| 2.    | Estland   | 6     | 0+5  | 10    |
| 3.    | Canada    | 6     | +21  | 8     |
| 4.    | Letland   | 6     | −10  | 6     |
| 5.    | Holland   | 6     | −17  | 2     |
| 6.    | Ungarn    | 6     | −39  | 2     |
| 7.    | Mongoliet | 6     | −29  | 2     |

### Placeringskampe
| Dato               | Kamp               | Resultat |
| ------------------ | ------------------ | -------- |
| Kamp om 6.-pladsen |                    |          |
| 24.1.              | Ungarn - Mongoliet | 2-9      |
| Kamp om 4.-pladsen |                    |          |
| 24.1.              | Letland - Holland  | 3-2      |
| Kamp om 2.-pladsen |                    |          |
| 24.1.              | Estland - Canada   | 0-4      |

## Kvalifikation til A-VM 2010
A-VM's nr. 6, Hviderusland, og vinderen af B-VM, USA, mødtes i en kvalifikationskamp om den sidste ledige plads ved næste års A-VM. Kampen blev vundet 3-1 af Hviderusland, som dermed sikrede sig endnu en sæson i A-gruppen.
| Dato  | Kamp               | Resultat |
| ----- | ------------------ | -------- |
| 25.1. | Hviderusland - USA | 3-1      |